# Obwodnice Lublina
Obwodnice Lublina – trzy koncentryczne układy drogowe usprawniające transport w Lublinie. Wyróżnia się obwodnicę śródmiejską, miejską i pozamiejską. W 2017 domknięto układ tworzący obwodnicę śródmiejską. Obwodnica miejska została domknięta w 2019, a pozamiejska, otaczająca Lublin od wschodu, północy i zachodu, została ukończona w 2016.

## Obwodnica śródmiejska

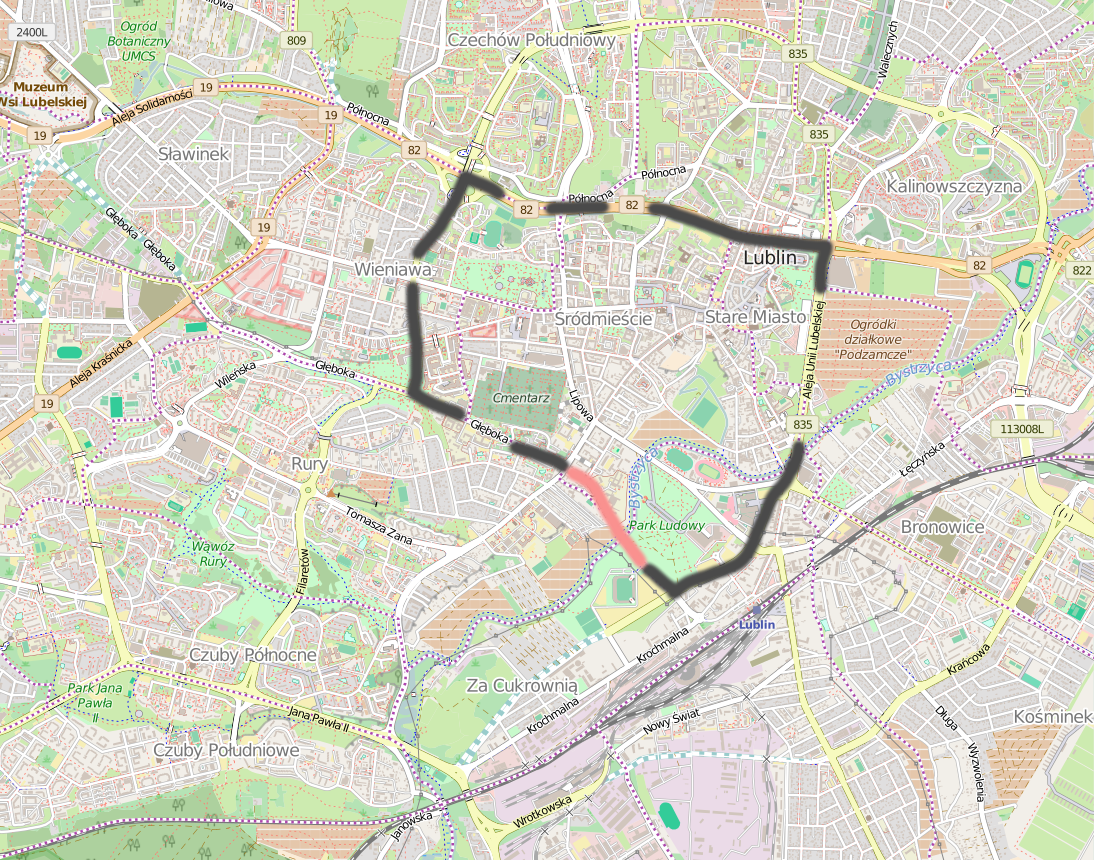
Koncepcja obwodnicy śródmiejskiej Lublina. Na czerwono zaznaczono odcinek nieistniejący w 2016.

Obwodnica śródmiejska przebiega wokół centralnego obszaru Lublina. Jej celem jest zmniejszenie natężenia ruchu samochodów prywatnych na mniejszych ulicach w centrum miasta.
Koncepcja obwodnicy śródmiejskiej powstała w latach 2006–2010. W 2012 powstał projekt zakładający m.in. zwiększenie roli komunikacji miejskiej, zamknięcie niektórych ulic dla ruchu kołowego i zwężenie al. Solidarności. Zawierał on także dwie wersje przebiegu obwodnicy śródmiejskiej. Ostatecznie przyjęto, że obwodnica śródmiejska ma przebiegać ulicami: al. Solidarności, al. Tysiąclecia, al. Unii Lubelskiej, ul. Lubelskiego Lipca 80, ul. Stadionową, ul. Muzyczną, ul. Głęboką, ul. Sowińskiego i ul. Poniatowskiego.
Do maja 2017 ten układ ulic nie był domknięty. Brakowało przedłużenia ul. Muzycznej do ul. Stadionowej wraz z mostem na Bystrzycy. Budowa tego odcinka rozpoczęła się w październiku 2015 i zakończyła w maju 2017. Wraz z przedłużeniem ul. Muzycznej oddano do użytku most 700-lecia Lublina.

## Obwodnica miejska

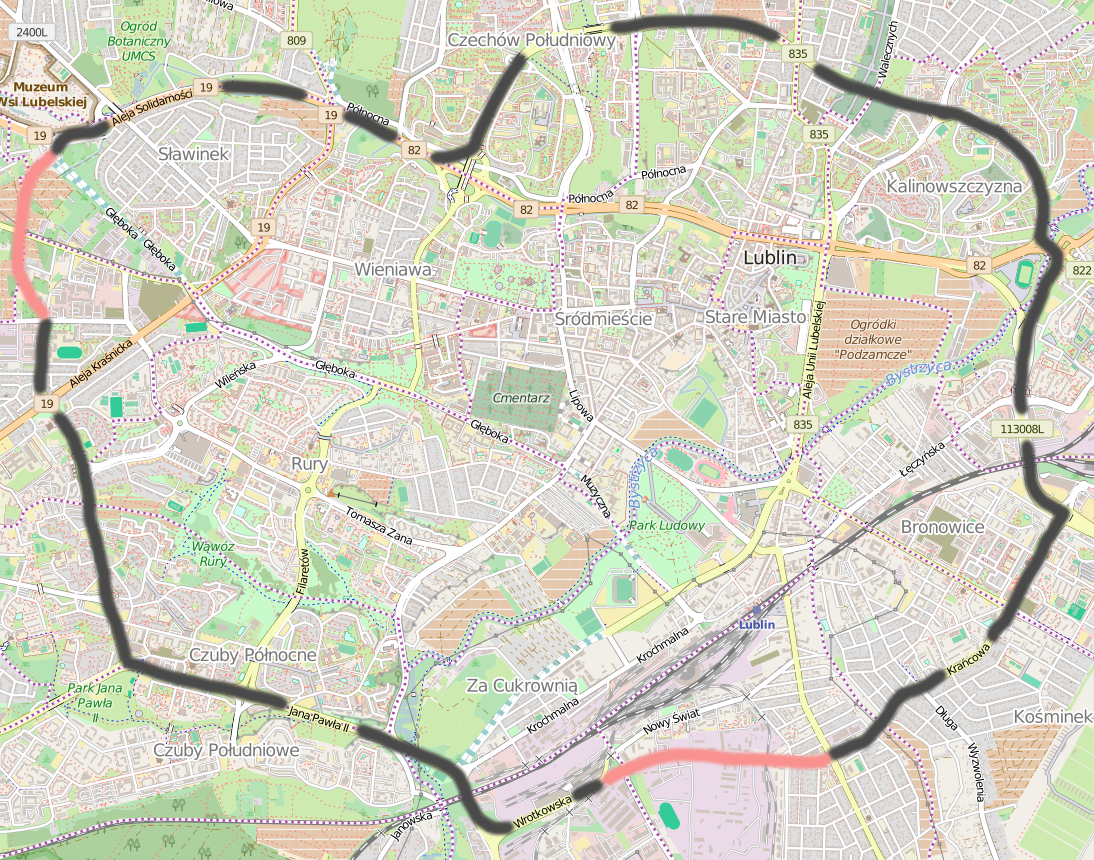
Koncepcja obwodnicy miejskiej Lublina. Na czerwono zaznaczono odcinki nieistniejące w 2015.

Obwodnica miejska ma obsługiwać ruch między dzielnicami miasta oraz ruch ciężarówek dowożących towary do Lublina – w ten sposób część ruchu ma zostać wyprowadzona z centrum. Obwodnica ta ma przebiegać al. Solidarności, al. Smorawińskiego, al. Andersa, ul. Mełgiewską, ul. Grafa, al. Tysiąclecia, ul. Krańcową, ul. Dywizjonu 303, ul. Wyścigową, ul. Wrotkowską, ul. Diamentową, ul. Krochmalną, ul. Jana Pawła II, ul. Armii Krajowej, ul. Bohaterów Monte Cassino oraz al. Tadeusza Mazowieckiego do al. Solidarności.
28 lipca 2018 została oddana do użytku al. Tadeusza Mazowieckiego stanowiąca przedłużenie ul. Bohaterów Monte Cassino do al. Solidarności. Jej budowa także była uzależniona od uzyskania dofinansowania z funduszy Unii Europejskiej. Ostatnim ukończonym fragmentem obwodnicy miejskiej jest odcinek między ulicami Dywizjonu 303 a Wrotkowską (ul. Wyścigowa i jej przedłużenie).
W 2013 Gmina Lublin uzgodniła warunki budowy odcinka między ulicami Dywizjonu 303 a Wrotkowską (przedłużenia ulicy Wyścigowej na obszarze należącym do jednostki wojskowej - Wielonarodowej Brygady w Lublinie). Pierwotnie budowa tego odcinka miała zakończyć się w 2015, jednak z powodu przedłużenia negocjacji z Polskimi Kolejami Państwowymi, właścicielem pobliskiej bocznicy kolejowej, termin został przełożony o ok. 5 lat. W kwietniu 2017 przewidywano, że budowa zakończy się w połowie 2019.. Ulicę oddano do użytku w czerwcu 2019.